# Сегнетоэлектрический гистерезис

Петля гистерезиса сегнетоэлектрика. По абсциссе — напряжённость электрического поля, по ординате — электрическое смещение в материале, — остаточная поляризованность, — коэрцитивная сила. Пунктир слегка наклонён.

Сегнетоэлектри́ческий гистере́зис — явление зависимости векторов поляризованности {\displaystyle P} и электрического смещения {\displaystyle D} в диэлектрике не только от напряжённости {\displaystyle E} приложенного внешнего поля, но и от предыстории данного образца. Перечисленные величины связаны как {\displaystyle D=\varepsilon _{0}E+P} (в системе СИ; {\displaystyle \varepsilon _{0}} — электрическая постоянная). 
Данное явление наблюдается при температурах ниже точки Кюри, при которых сегнетоэлектрические кристаллы обладают самопроизвольной (спонтанной, то есть возникающей в отсутствие внешнего электрического поля) электрической поляризацией {\displaystyle P_{r}}. Направление поляризации сегнетоэлектрика, в отличие от случая пироэлектриков, можно изменить прикладывая внешнее поле противоположного направления. 
Зависимость {\displaystyle P} и {\displaystyle D} от {\displaystyle E} в полярной фазе (при наличии спонтанной поляризации) неоднозначна, и отложенная по ординате величина при данном {\displaystyle E} будет зависеть от того, каким было электрическое поле в предшествующие моменты времени. При циклической вариации поля формируется петля в переменных {\displaystyle P(E)} и {\displaystyle D(E)}. Размах петли по вертикали зависит от размаха по горизонтали, и при широком охвате по {\displaystyle E} для остаточной поляризованности {\displaystyle P_{r}} имеется тенденция к насыщению {\displaystyle P_{r}\to P_{s}}. Величины, помеченные {\displaystyle D_{r}}, {\displaystyle D_{s}} можно переобозначить как {\displaystyle P_{r}}, {\displaystyle P_{s}}. 

Наклон кривой при высоких.

Петля после наложения сильного поля называется предельной. Для чистых сегнетоэлектрических монокристаллов в переменных {\displaystyle P(E)} она имеет близкую к прямоугольной форму;
в неплохом приближении (ввиду {\displaystyle D=\varepsilon _{0}E+P_{s}\approx P_{s}}) это относится и петле {\displaystyle D(E)}, но в этом случае, строго говоря, {\displaystyle D} продолжает расти и зависимость наклонена (см. нижний рис.), чего часто не учитывают. 
Помимо {\displaystyle P_{r}} (она же {\displaystyle D_{r}}), важным параметром для описания поведения сегнетоэлектрика является значение поля {\displaystyle E_{C}} (коэрцитивное поле) при котором происходит переполяризация.
На практике бывает, что в объёмных поликристаллах макроскопической поляризации не наблюдается в отсутствие механических напряжений и внешних полей, благодаря доменной структуре. Внутри одного домена поляризация имеет одно направление, а в соседнем противоположное, что уменьшает полную энергию материала. Таким образом для создания макроскопической поляризации необходимо предварительно переориентировать домены в объёме, что отражено на обоих рисунках где поляризация (процесс приложения поля к образцу) начинается из начала координат.